# Hans-Jürgen Peiper

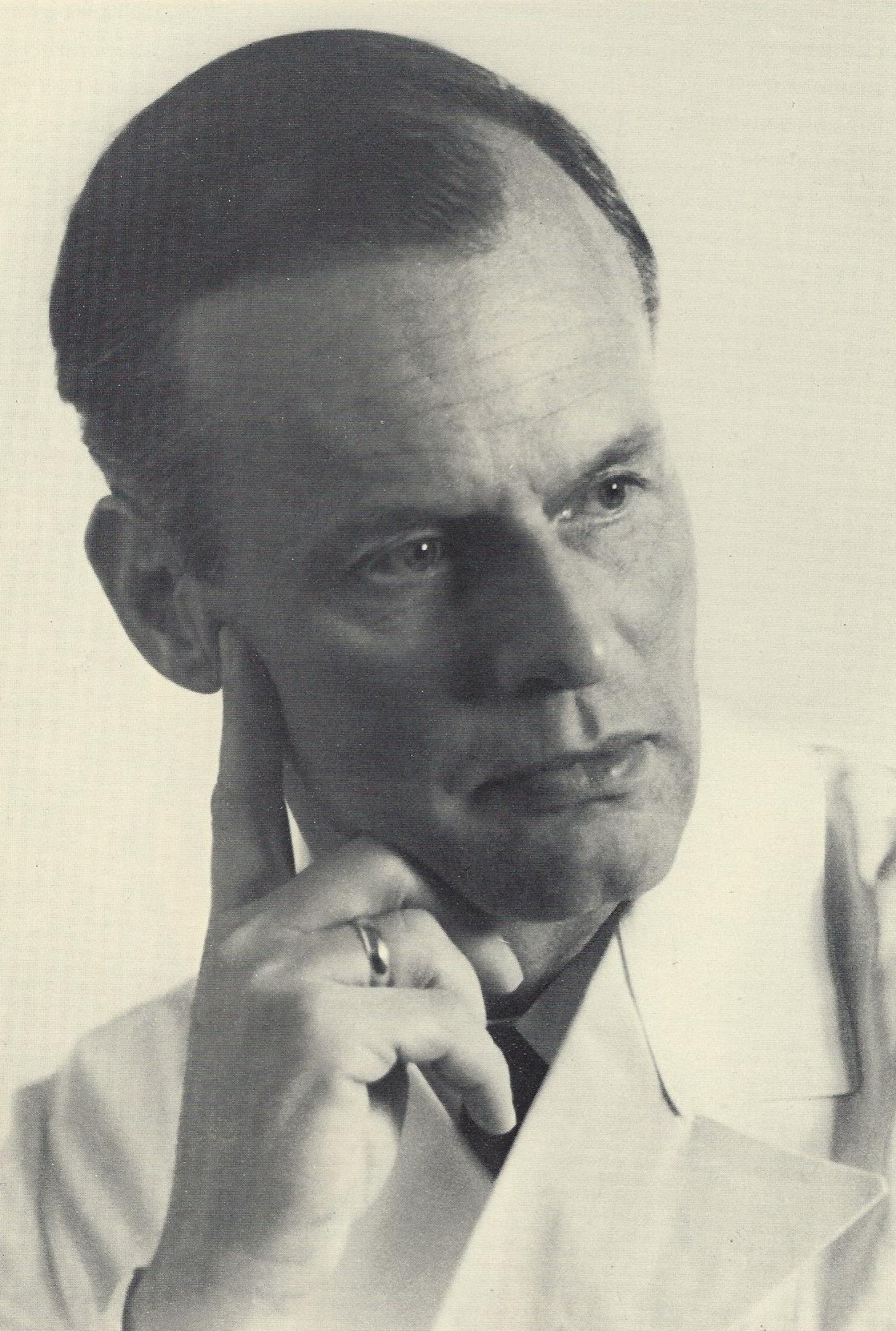
Hans-Jürgen Peiper, 1970

Hans-Jürgen Max Erich Samuel Peiper (* 4. Dezember 1925 in Frankfurt am Main; † 2. März 2025 in Göttingen) war ein deutscher Chirurg und Hochschullehrer.

## Leben
Hans-Jürgen Peiper wurde als ältestes Kind des Chirurgie-Professors und Mitbegründers der modernen Neurochirurgie Herbert Peiper und dessen Ehefrau Erika Peiper, geborene Diener (der ersten promovierten Kunsthistorikerin in Deutschland), geboren. Die Familie väterlicherseits weist seit Generationen Ärzte auf, die Mutter entstammt einer angesehenen Pforzheimer Kaufmanns- und Goldschmiedefamilie.
Peiper begann 1944 das Studium der Medizin an der Friedrich-Wilhelms-Universität Berlin. Nach fast zweijähriger amerikanischer und französischer Kriegsgefangenschaft setzte er es an der Johannes Gutenberg-Universität Mainz fort, wo er 1952 zum Dr. med. promoviert wurde. Anschließend war er für ein Jahr als Assistenzarzt bei seinem Vater Herbert Peiper in der Mainzer Chirurgischen Universitätsklinik tätig. Im Doktor-Hilton-S.-Read-Programm absolvierte er die amerikanische Medizinalassistentenausbildung von 1952 bis 1953 in den USA. Nachdem er ab 1953 bei Rudolf Zenker am Universitätsklinikum Marburg Facharzt für Chirurgie geworden war, folgte er 1959 Georg Heberer an die Universität zu Köln an den 2. Chirurgischen Lehrstuhl in Köln-Merheim, wo er Leitender Oberarzt wurde. Dort wurde das erste Institut für Experimentelle Chirurgie unter ihm gegründet. 1964 wechselten beide an den 1. Chirurgischen Lehrstuhl nach Köln-Lindenthal. Er habilitierte sich 1962 bei Georg Heberer. 1969 folgte er dem Ruf der Georg-August-Universität Göttingen auf ihren chirurgischen Lehrstuhl. Nach Heberers Weggang nach München an die LMU erhielt Peiper den Ruf nach Köln, den er allerdings ablehnte. 1973 und 1989 leitete er die 111. und 143. Tagung der Vereinigung Nordwestdeutscher Chirurgen.
1986/87 war er Präsident der Deutschen Gesellschaft für Chirurgie und bis zu seinem Tod Senator der Gesellschaft.
Nach der Wende war er Mitglied in der Strukturkommission der Universität Dresden und an der Besetzung der medizinischen Lehrstühle beteiligt.
Aus seiner Klinik stammen die Ordinarien Jörg Rüdiger Siewert und Horst-Dieter Becker. Nach 25 Jahren als ordentlicher Professor und Direktor der Klinik und Poliklinik für Allgemeinchirurgie wurde er 1994 emeritiert. Seine Klinik wurde mit seiner Emeritierung aufgeteilt in die Klinik für Allgemein- und Viszeralchirurgie (unter Leitung von Heinz Becker †  2014), die Klinik für Unfallchirurgie unter Klaus Michael Stürmer und die Klinik für Transplantationschirurgie unter Burkhardt Ringe. Sein Sohn Matthias Peiper ist ebenfalls Professor der Chirurgie.
Zum 100. Todestag von Johann von Mikulicz erschien 2005 die 2. Auflage seiner polnisch-deutschen Biografie. Peiper schrieb das Geleitwort zur deutschen Fassung.
Hans-Jürgen Peiper war Rechtsritter des Johanniterordens.
Peiper starb am 2. März 2025 im Alter von 99 Jahren.

## Ehrungen und Auszeichnungen
- 1973 und 1989 leitete er die 111. und die 143. Tagung der Vereinigung Nordwestdeutscher Chirurgen
- Präsident der Deutschen Gesellschaft für Chirurgie (1987)[9]
- Wolfgang-Müller-Osten-Medaille des Berufsverbandes der Deutschen Chirurgen (BDC) (2002)[10]
- Rudolf-Zenker-Preis der Deutschen Gesellschaft für Chirurgie (2008).[11]
- Albrecht-von-Haller-Medaille der Universitätsmedizin Göttingen (2011)[6]
- Fellow des American College of Surgeons, zudem Gründungsgouverneur des German Chapter[12]
- Ehrenmitglied der Thüringischen Gesellschaft für Chirurgie[13]
- Ehrenmitglied der Polnischen Gesellschaft für Chirurgie (TChP)[14]
- Rechtsritter des Johanniterordens

## Schriften
- Über Phäochromocytome. Medizinische Dissertation Mainz 1952.
- Tierexperimentelle Untersuchungen über die „apparente“ Viskosität des Blutes und den Strömungswiderstand des Gesamtorganismus in extrakorporaler Zirkulation bei Temperaturen um 37 °C und 10 °C. Medizinische Habilitationsschrift Köln 1962.
- mit A.L. Blum, Felix Harder, J. Rüdiger Siewert, L.F. Hollender, M. Allgöwer und W. Creutzfeldt: Chirurgische Gastroenterologie in 3 Bänden - Springer-Verlag Heidelberg 1981 und 2. Auflage 1990, ISBN 9783642836749.
- Das Langenbeck-Virchow-Haus im Spiegel der Geschichte der Deutschen Gesellschaft für Chirurgie. Einhorn-Presse, Reinbek 2001, ISBN 3-88756-821-4.
- mit Wilhelm Hartel: Das Theodor-Billroth-Geburtshaus in Bergen auf Rügen. Wallstein, Göttingen 2010, ISBN 978-3-8353-0645-5.
- Diagnostik und Therapie maligner Lymphome. G. Fischer Verlag, Stuttgart 1992, ISBN 978-3-437-11358-1.
- mit Werner Sattel: Reinraumtechnik – Anwendung in der Medizin. Springer-Verlag, Heidelberg 1977, ISBN 978-3-540-08409-9.
- mit Rudolf Berchthold und Horst Hamelmann: Arbeitsbuch Chirurgie. Verlag Urban und Schwarzenberg, Stuttgart 1982, ISBN 3541097108.
- mit L. Hollender: Pankreaschirurgie. Springer-Verlag, Heidelberg 1988, ISBN 978-3-642-95476-4.
- mit R. Berchthold und H. Hamelmann: Lehrbuch der Chirurgie. Verlag Urban & Schwarzenberg, Stuttgart 1987, ISBN 3-541-11603-X.
- Zeitreise durch ein Chirurgenleben. Selbstverlag, Göttingen 2021.
- Publikationen von H.-J. Peiper  auf Pubmed